# Mac qui sourit

Mac qui sourit

Le Mac qui sourit est l’image qui apparaît normalement au démarrage d’un ordinateur Macintosh (Old World ROM) fonctionnant avec les anciennes versions du système d'exploitation Mac OS. Il a été dessiné par Susan Kare.
Quand un Mac démarre, il émet un son de démarrage et l’écran vire au gris. Après quelques secondes, le Mac qui sourit apparaît : il indique qu’il a identifié les périphériques connectés à l’unité centrale, et qu’il  a trouvé un dossier système valide. Il est suivi par un splash screen, variant selon la version de Mac OS installée sur le Mac.
Dans la ROM des nouveaux Macintosh, cette icône a été remplacée par celle du logo de Mac OS (elle-même basée sur le Mac qui sourit d’origine). Avec Mac OS X 10.2, cette icône est remplacée par une pomme grise.
Sur les premiers Mac, dépourvus de disque dur interne, l’ordinateur démarrait sur une disquette : en son absence, le Mac qui sourit est remplacé par un point d’interrogation sur une disquette. Sur des Mac plus récents, si le dossier système n’est pas trouvé, c’est une icône de dossier marquée d’un point d'interrogation qui apparaît.